# Acanthostachys
Acanthostachys är ett släkte av gräsväxter som ingår i familjen ananasväxter (Bromeliaceae).
Arterna förekommer i medelhöga (över 800 meter) eller höga bergstrakter i Brasilien, Paraguay och norra Argentina. Grundformen är en öppen rosett av smala blad. I mitten bildas en blomställning som påminner om en kotte i formen. Frukterna är ätliga.
Kladogram enligt Catalogue of Life:
| Acanthostachys | \| \| Acanthostachys pitcairnioides \| \| \| \| \| \| Acanthostachys strobilacea \| \| \| \| |
|                | \| \| Acanthostachys pitcairnioides \| \| \| \| \| \| Acanthostachys strobilacea \| \| \| \| |
|                | Acanthostachys pitcairnioides                                                                |
|                |                                                                                              |
|                | Acanthostachys strobilacea                                                                   |
|                |                                                                                              |

## Bildgalleri

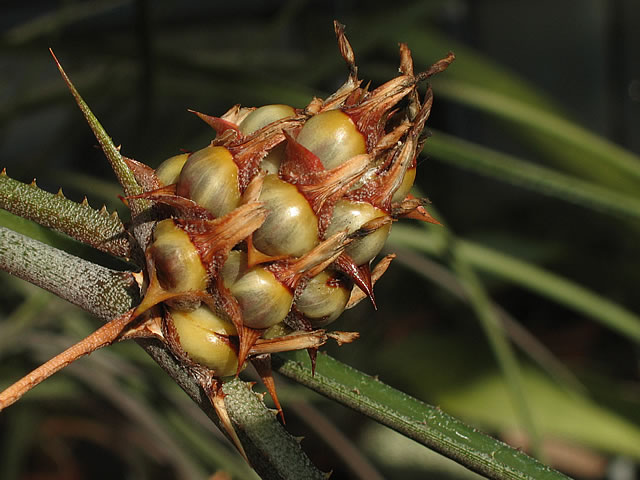
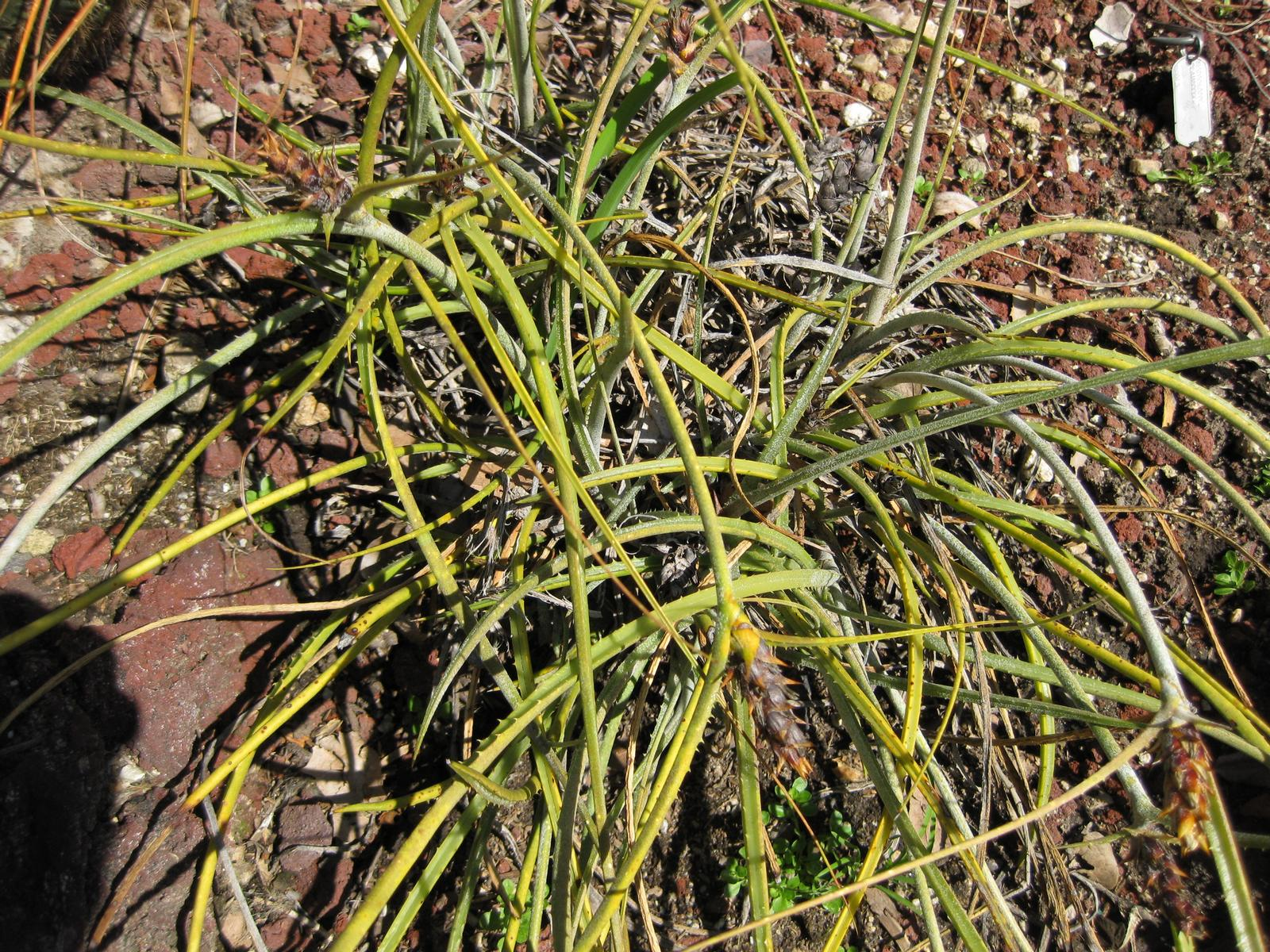
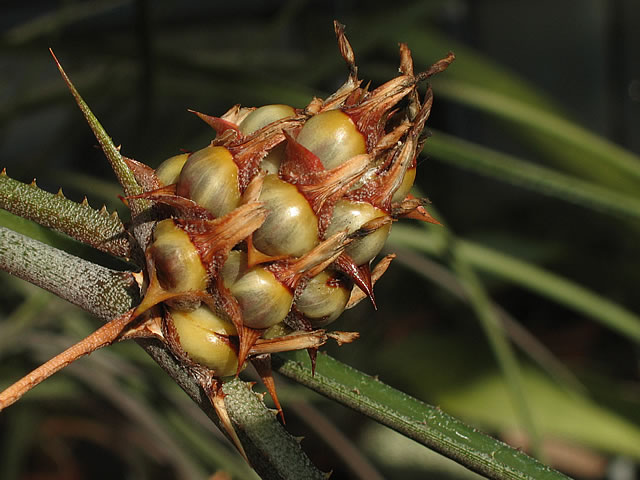
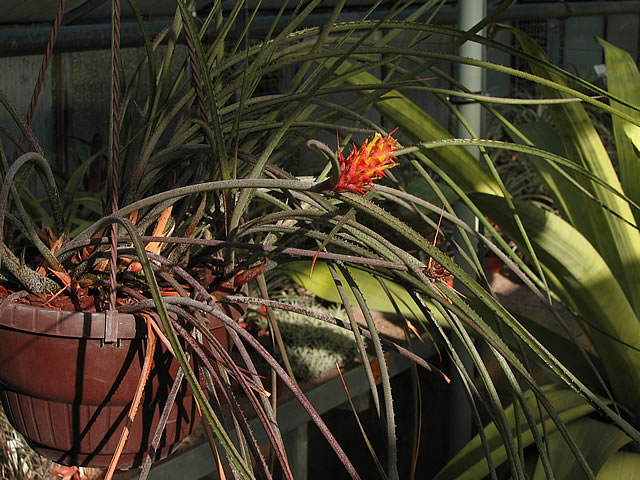